# Kajakarstwo na Letnich Igrzyskach Olimpijskich 1948 – K-1 10 000 m mężczyzn
Zawody w kajakarstwie klasycznym (K-1) na dystansie 10000 m mężczyzn na Letnich Igrzyskach Olimpijskich 1948 zostały rozegrane 11 sierpnia 1948 r. W zawodach wzięło udział 13 zawodników z 13 państw. Zawody składały się wyłącznie z finału.

## Rezultaty

### Finał
| Poz. | Zawodnik         | Reprezentacja     | Czas    |
| ---- | ---------------- | ----------------- | ------- |
|      | Gert Fredriksson | Szwecja           | 50:47,7 |
|      | Kurt Wires       | Finlandia         | 51:18,2 |
|      | Eivind Skabo     | Norwegia          | 51:35,4 |
| 4    | Knud Ditlevsen   | Dania             | 51:54,2 |
| 5    | Henri Eberhardt  | Francja           | 52:09,0 |
| 6    | Jochem Bobeldijk | Holandia          | 52:13,2 |
| 7    | Czesław Sobieraj | Polska            | 52:51,0 |
| 8    | Albert Corbiaux  | Belgia            | 53:23,5 |
| 9    | Jan Matocha      | Czechosłowacja    | 53:51,0 |
| 10   | Herbert Klepp    | Austria           | 55:11,7 |
| 11   | Emil Bottlang    | Szwajcaria        | 55:33,7 |
| 12   | Ernest Riedel    | Stany Zjednoczone | 56:34,5 |
| 13   | Marcel Lentz     | Luksemburg        | 59:58,2 |